# St-Martin (Sucy-en-Brie)

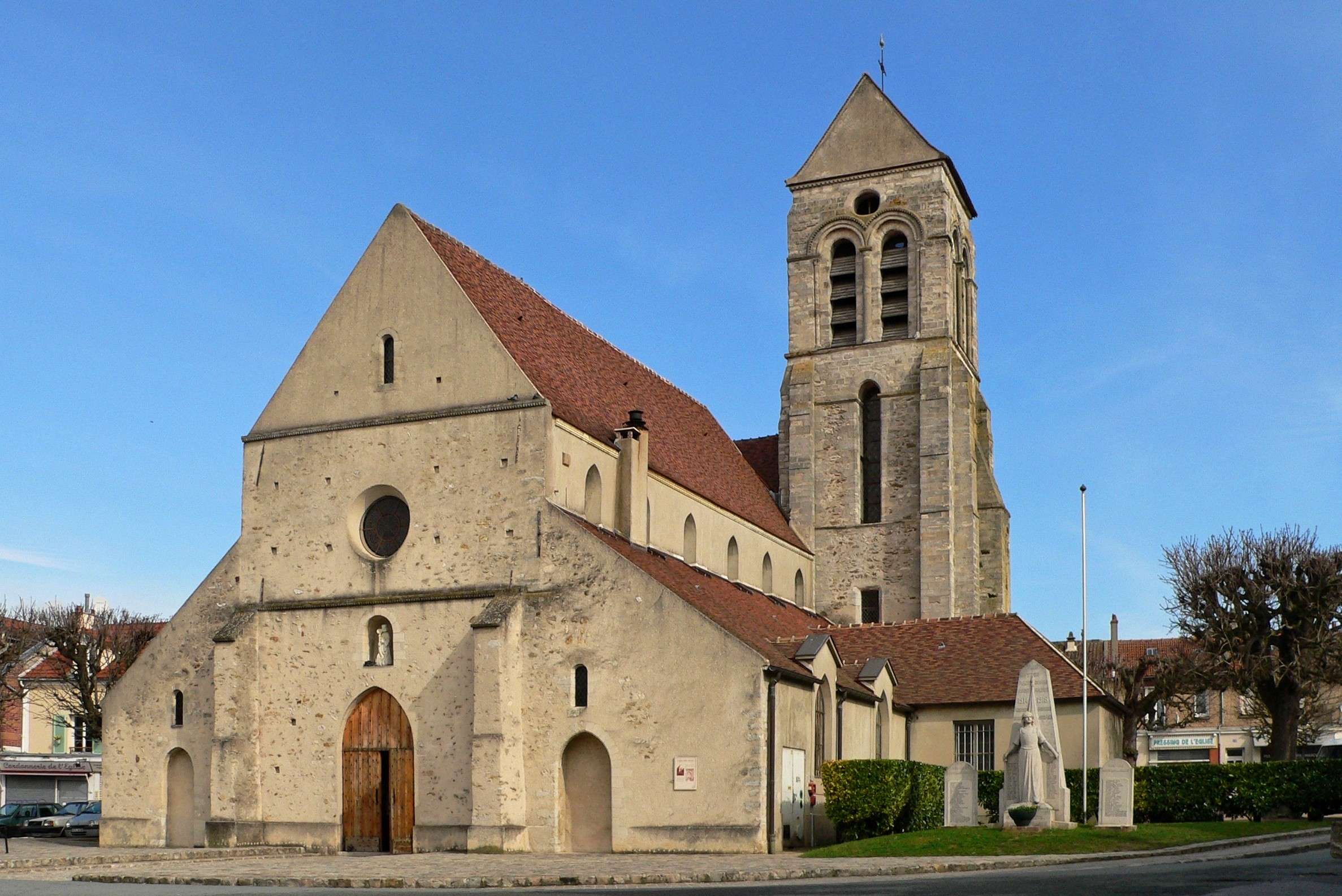
Pfarrkirche Saint-Martin

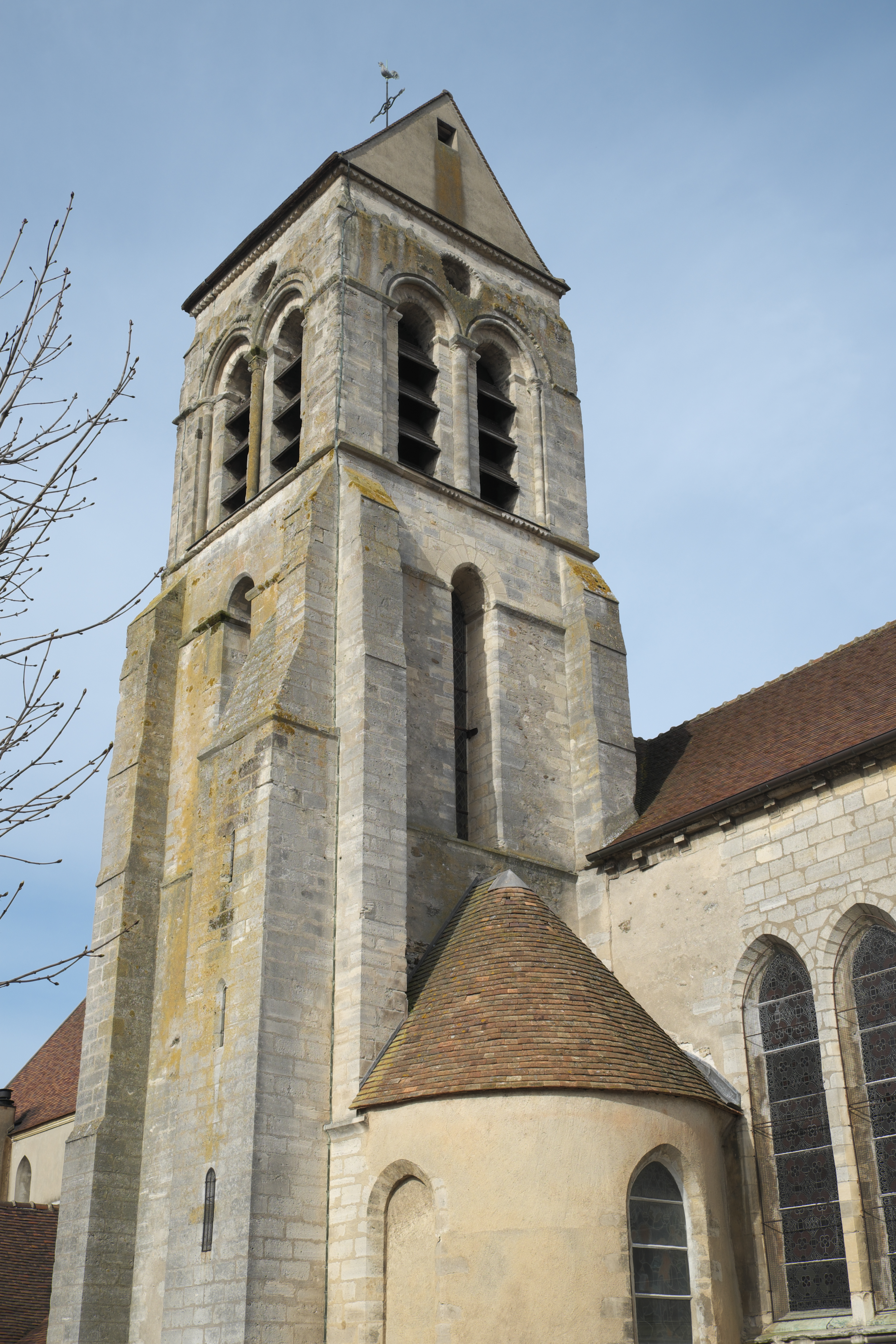
Glockenturm

Die katholische Pfarrkirche Saint-Martin in Sucy-en-Brie, einer Gemeinde im Département Val-de-Marne in der französischen Region Île-de-France, wurde vermutlich im 12. Jahrhundert errichtet. Im Jahr 1926 wurde die Kirche als Monument historique in die Liste der Baudenkmäler in Frankreich aufgenommen.

## Architektur

### Außenbau
Im südlichen Chorwinkel erhebt sich der 28 Meter hohe Glockenturm. Er ist mit einem Satteldach gedeckt und wird in das 12. Jahrhundert datiert. Neben dem Chor, dem Querhaus und den Seitenkapellen aus dem 13. Jahrhundert gehört er zu den ältesten Teilen der Kirche. Die Westfassade stammt wie das Langhaus aus dem 17. Jahrhundert. Massive Strebepfeiler gliedern die Außenmauern.

### Innenraum

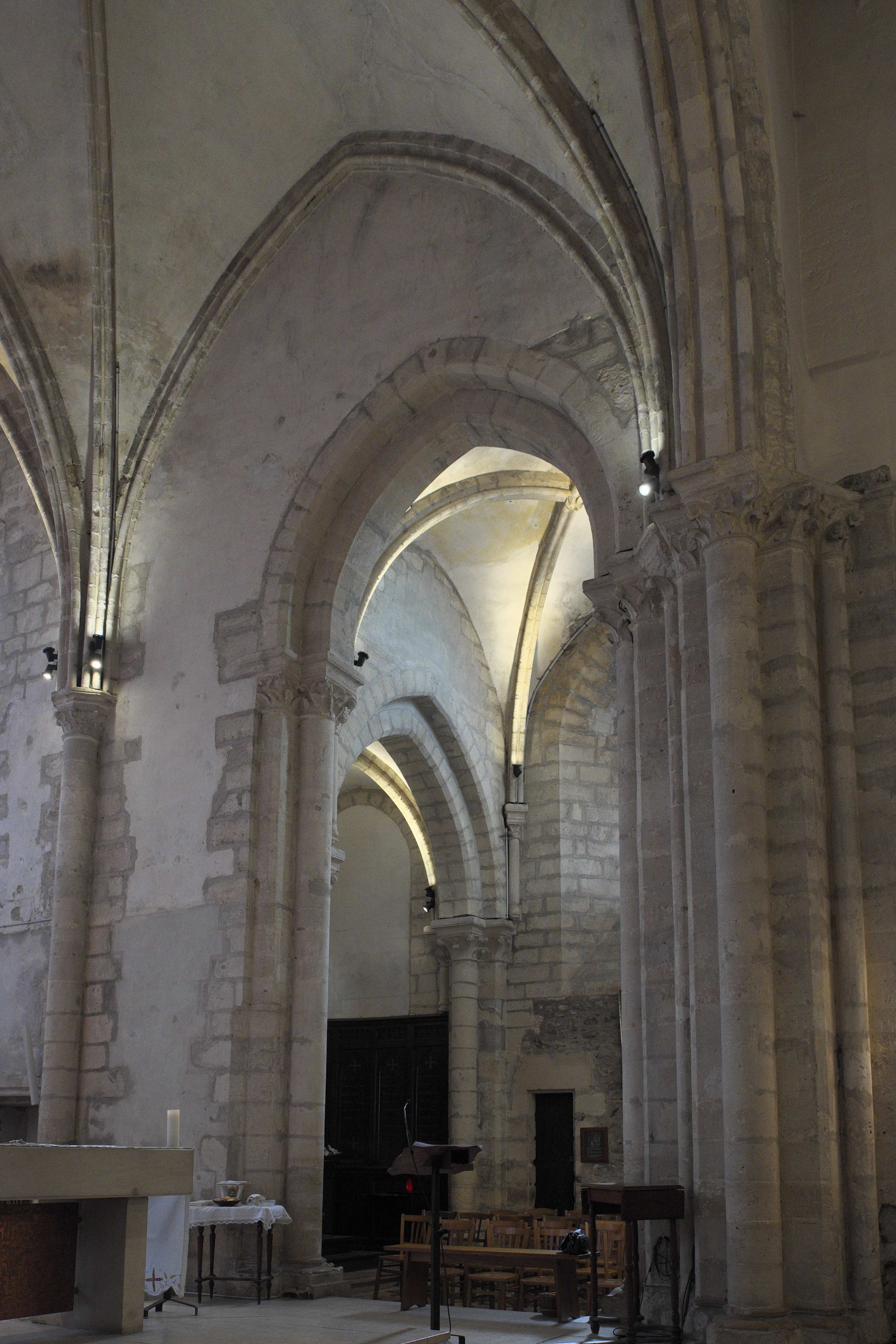
Innenraum

Das dreischiffige Langhaus mündet im Osten in einen gerade geschlossenen Chor, der mit einem gotischen Kreuzrippengewölbe gedeckt ist.

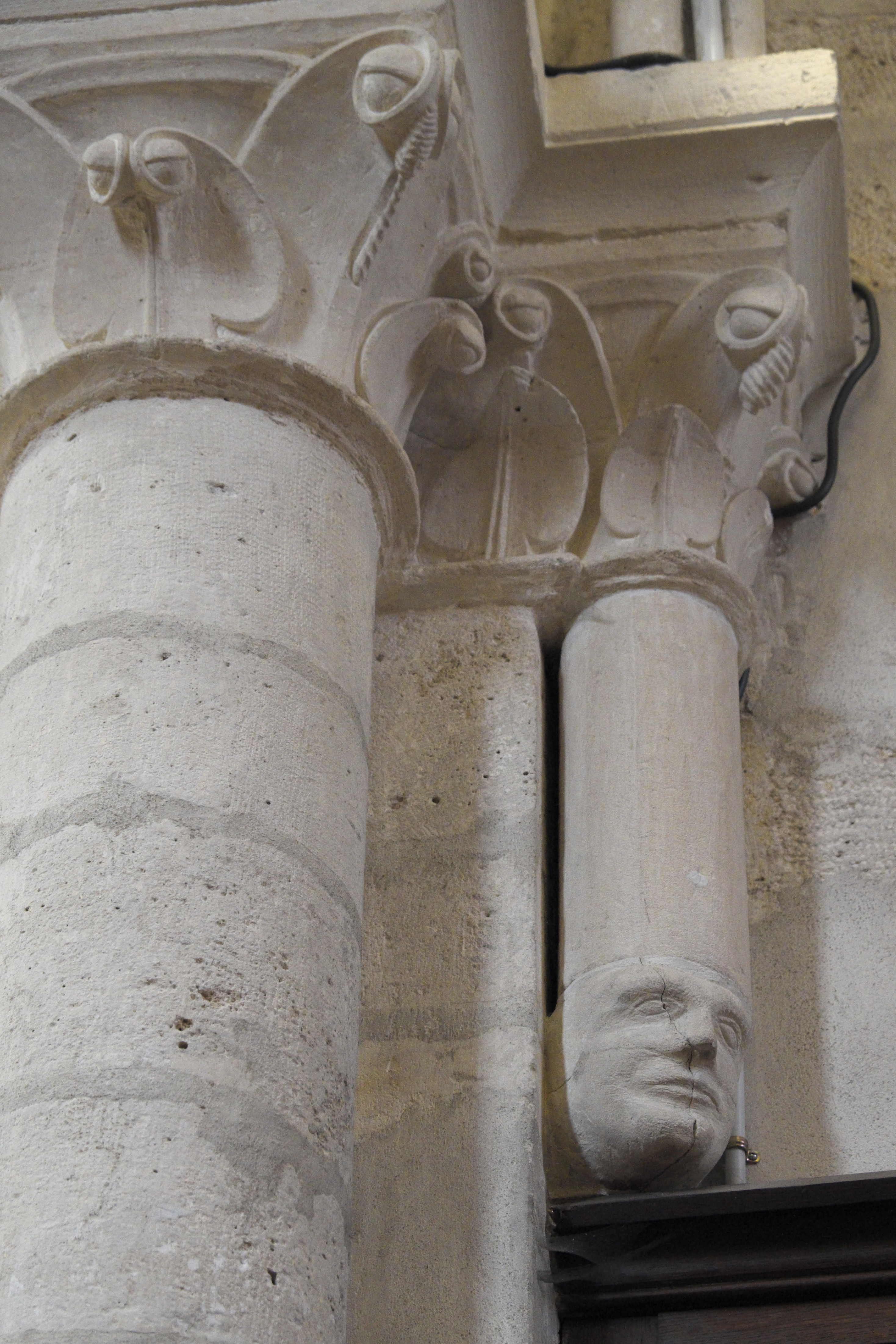
Kapitelle und Konsolen
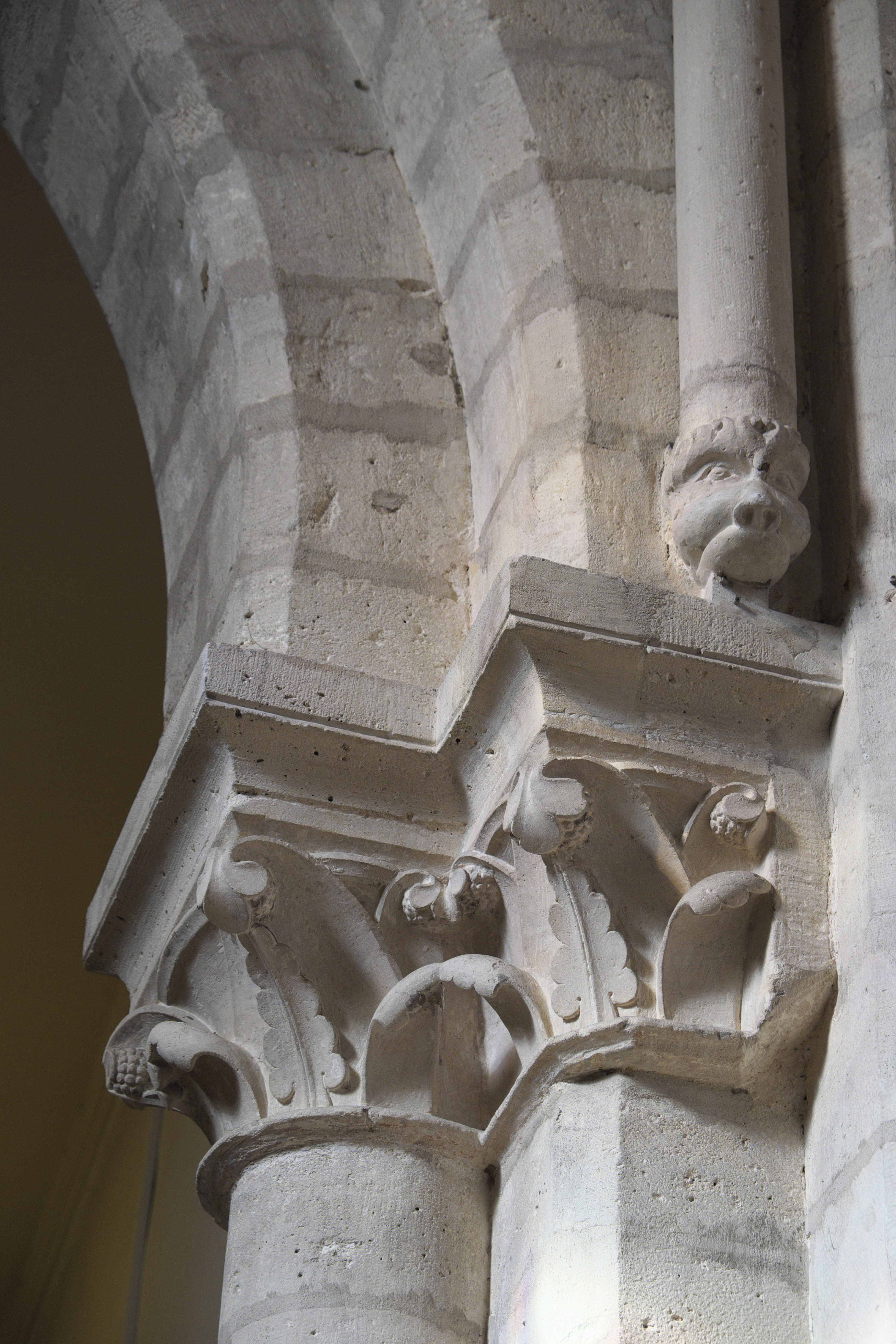
Kapitelle und Konsolen
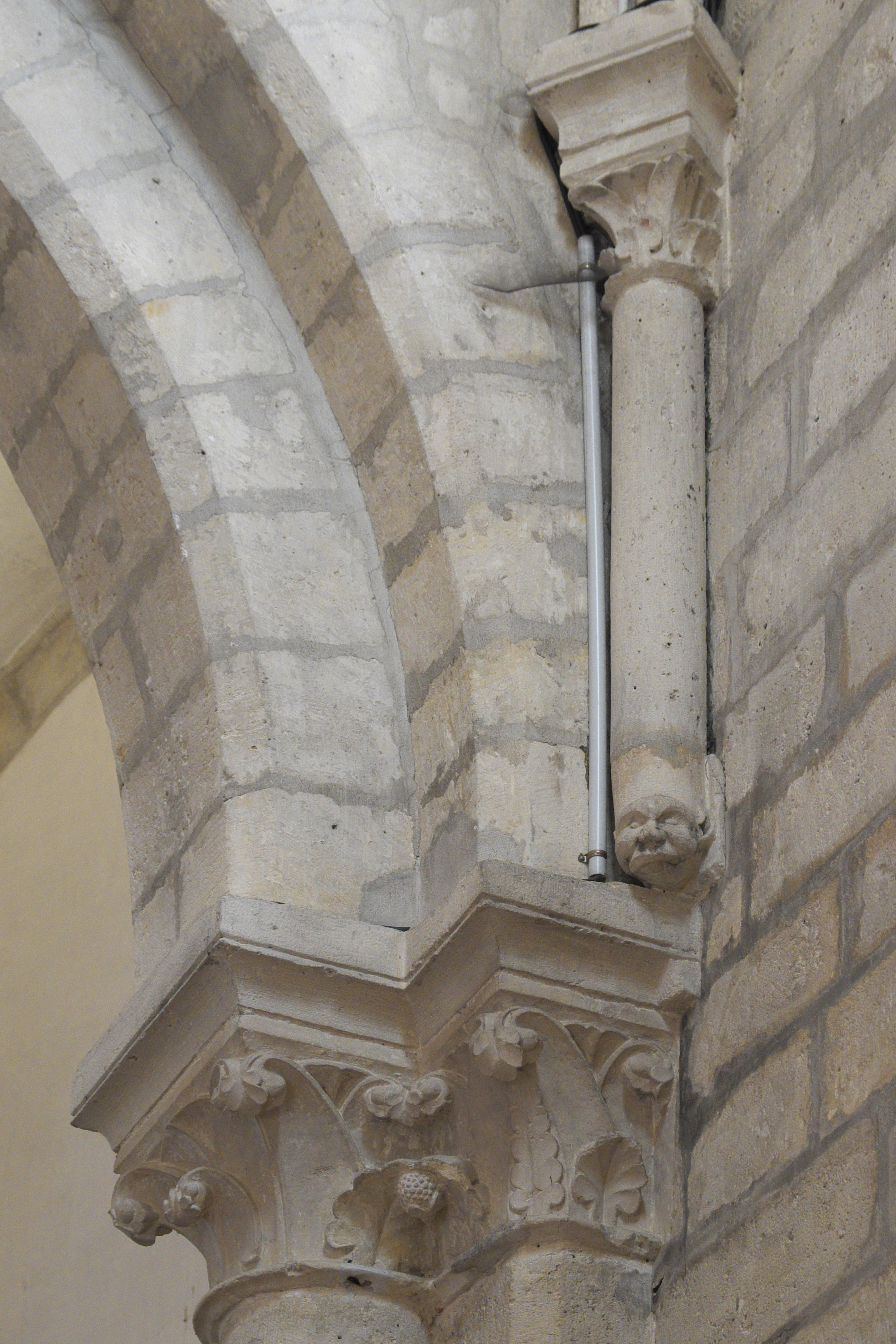
Kapitelle und Konsolen

## Bleiglasfenster

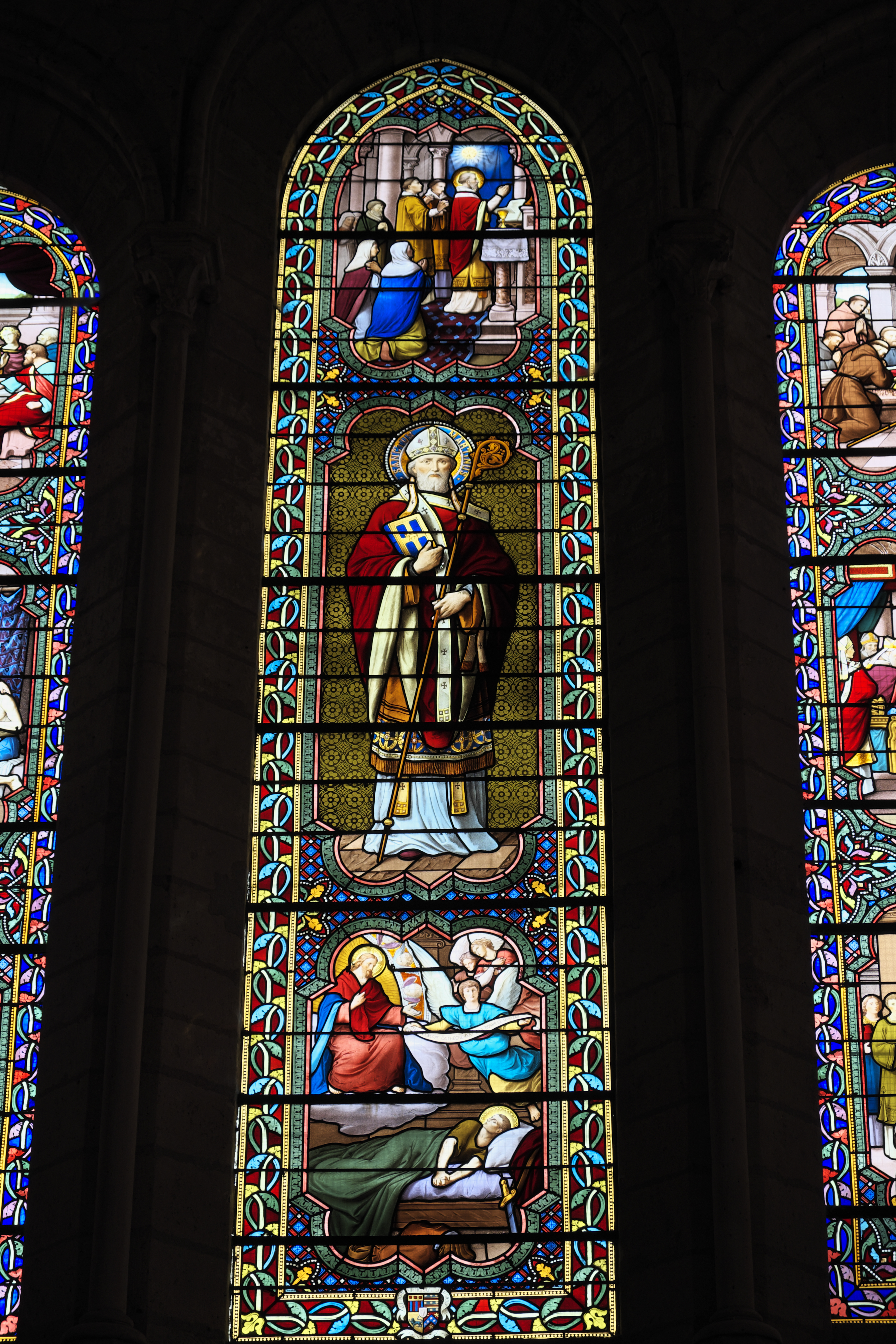
Heiliger Martin

Die Bleiglasfenster wurden zwischen 1870 und 1895 der Kirche gespendet. Auf den drei Chorfenstern sind Szenen aus der Legende des heiligen Martins, des Schutzpatrons der Kirche, dargestellt. Sie wurden von der Glasmalereiwerkstatt der Gebrüder Haussaire ausgeführt. Das rechte Fenster trägt die Signatur FR. HAUSSAIRE REIMS 1895. Die Fenster in den Seitenschiffen stellen den Tempelgang und die Heimsuchung Mariens, die Anbetung der Hirten, die Heilige Familie in der Zimmermannswerkstatt und den zwölfjährigen Jesus unter den Schriftgelehrten dar. Ein Fenster zeigt die Taufe Jesu, das Fenster der Marienkapelle zeigt die Himmelfahrt Mariens.

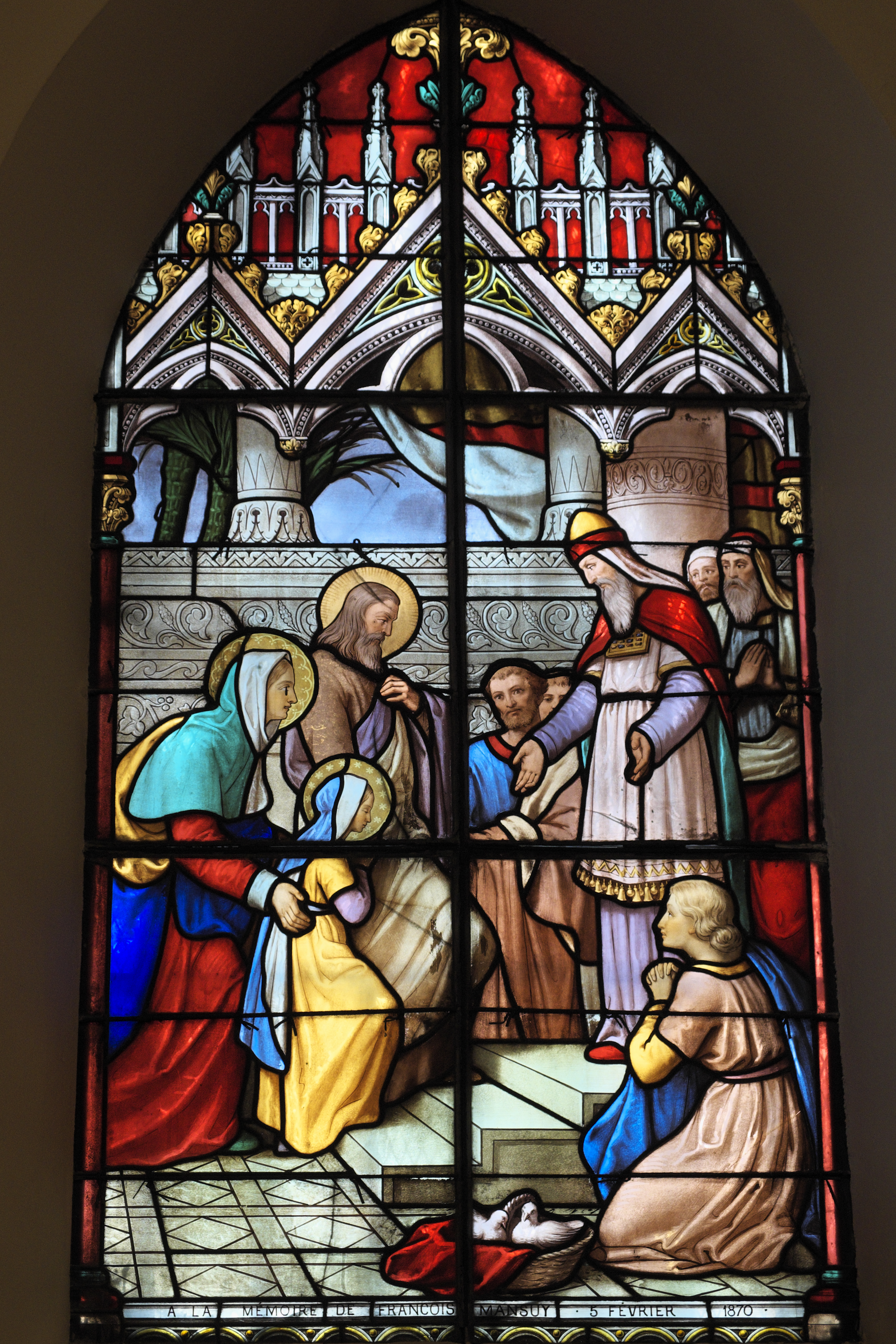
Mariä Tempelgang
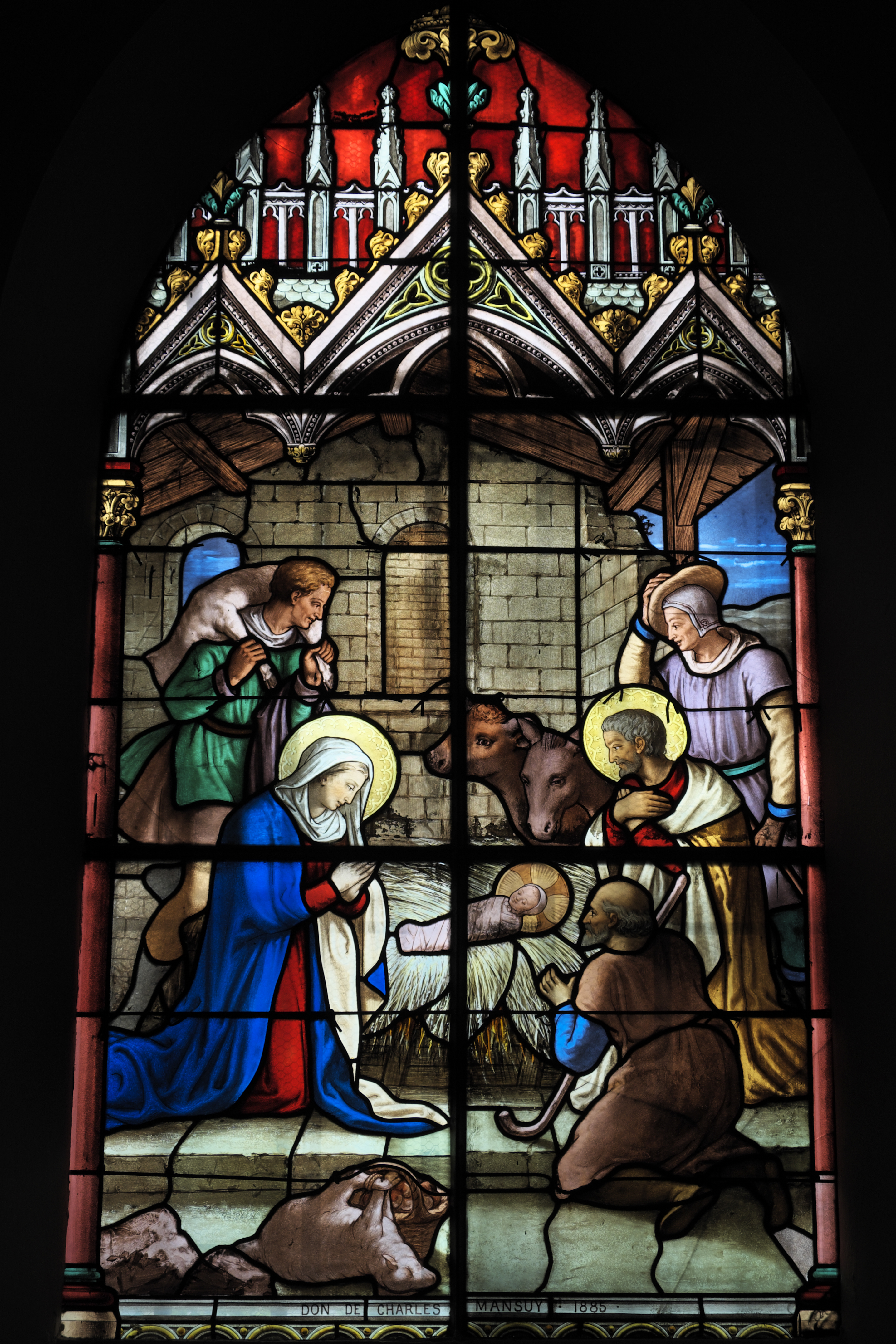
Anbetung der Hirten
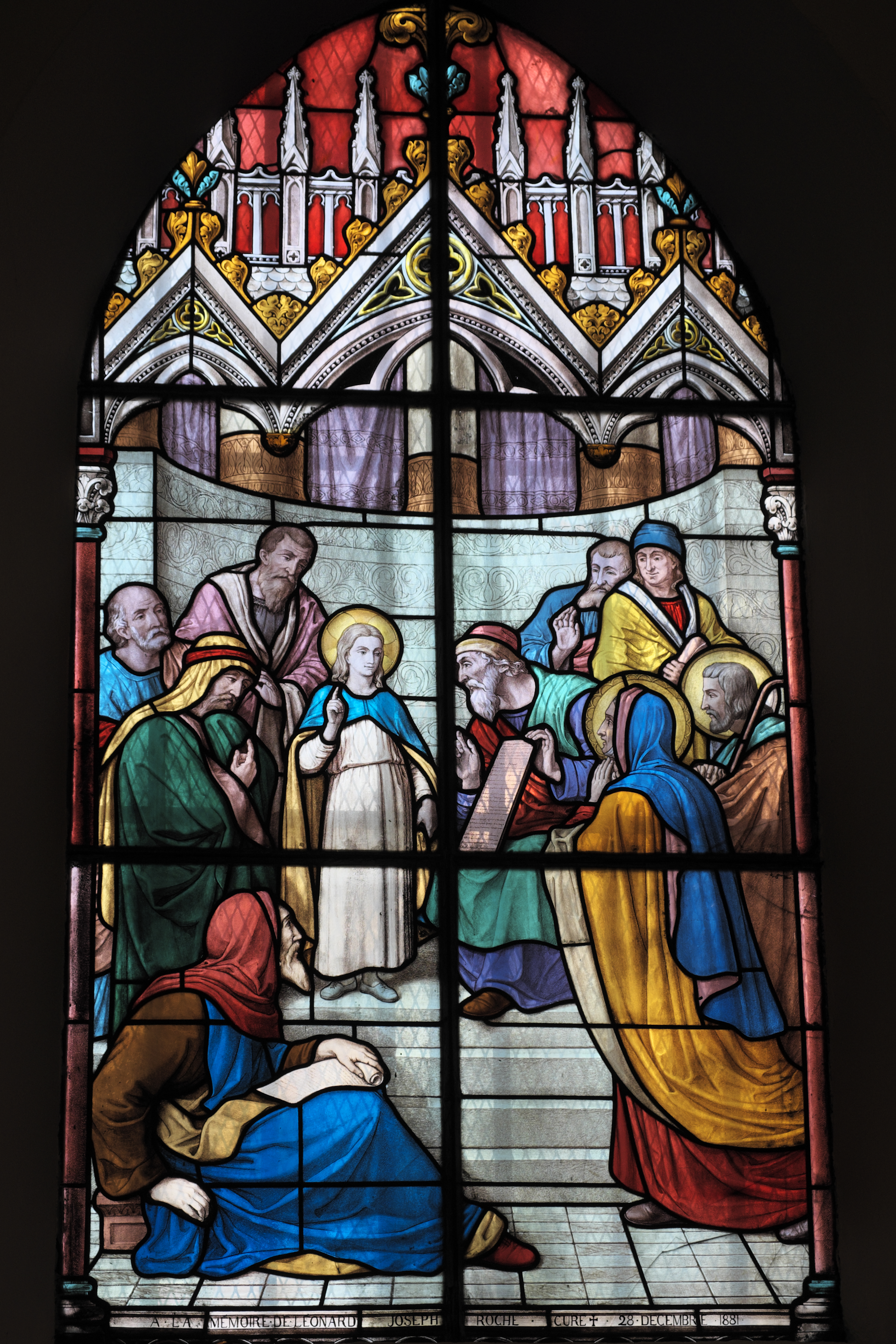
Jesus unter den Schriftgelehrten